# Achim Grün
Achim Grün (* 3. Januar 1967) ist ein ehemaliger deutscher Fußballspieler.

## Karriere

### Vereine
Grün begann in der Jugendabteilung des 1. FC Köln mit dem Fußballspielen und rückte – dem Jugendalter entwachsen – in deren Amateurmannschaft auf. Von 1985 bis 1987 spielte er in der viertklassigen Oberliga Nordrhein und kam auch im Wettbewerb um den DFB-Pokal zum Einsatz. Sein Wettbewerbsdebüt wurde am 24. August 1985 bei der 3:5-Niederlage im Erstrundenspiel beim TuS Paderborn-Neuhaus getrübt.
Zur Saison 1987/88 wurde er vom Zweitligaaufsteiger BVL 08 Remscheid verpflichtet. Sein Debüt in der 2. Bundesliga, in der er 25 Punktspiele bestritt, gab er am 1. August 1987 (3. Spieltag) bei der 2:6-Niederlage im Auswärtsspiel gegen Fortuna Düsseldorf. Sein erstes von zwei Saisontoren erzielte er am 2. April 1988 (29. Spieltag) beim 3:1-Sieg im Heimspiel gegen den FC St. Pauli mit dem Treffer zum Ausgleich in der 48. Minute. Sein zweites Tor gelang ihm am 29. Mai 1988 (38. Spieltag) beim 2:1-Sieg im Auswärtsspiel gegen Kickers Offenbach; doch da war der Wettlauf mit der SpVgg Bayreuth um den Klassenverbleib eine Woche zuvor bereits entschieden.
Es folgten drei Saisons in der Oberliga Nordrhein, die letzte – nach der Fusion mit dem VfB 06/08 Remscheid am 1. Juli 1990 – für den FC Remscheid. Seine letzte Saison spielte Grün für den FC St. Pauli in der 1991/92 in der 2. Bundesliga Nord.

### Nationalmannschaft
Grün gehörte seinerzeit der Schülernationalmannschaft an, die am 13. April 1982 in Frankfurt am Main die Schülernationalmannschaft Englands mit 3:0 bezwang.